# Rockstar Vancouver
Rockstar Vancouver (раніше — Barking Dog Studios) — колишня дочірня студія Rockstar Games (яка, у свою чергу, належить Take-Two Interactive) по портуванню і розробки ігор, розташована в Ванкувері, Британська Колумбія, Канада.
Студія була заснована як Barking Dog Studios вихідцями з Radical Entertainment в травні 1998 року. Придбана Rockstar Games в серпні 2002 року, відтепер стала відома як Rockstar Vancouver.
9 липня 2012 року Rockstar Games заявила про об'єднання Rockstar Vancouver з іншою канадською студією Rockstar Toronto з центром в Оквіллі, Онтаріо.

## Ігри
| Заголовок                          | Рік виходу | Платформа | Примітки                                   |
| ---------------------------------- | ---------- | --------- | ------------------------------------------ |
| Homeworld: Cataclysm               | 2000       | PC        |                                            |
| Counter-Strike                     | 2000       | PC        | Розробка деяких мап разом з Valve Software |
| Global Operations                  | 2002       | PC        |                                            |
| Treasure Planet: Battle at Procyon | 2002       | PC        |                                            |

| Заголовок                  | Рік виходу | Платформа                   | Примітки                                        |
| -------------------------- | ---------- | --------------------------- | ----------------------------------------------- |
| Bully                      | 2006       | PlayStation 2               |                                                 |
| Bully: Scholarship Edition | 2008       | PC, Xbox 360, Wii           | Разом з Rockstar New England і Rockstar Toronto |
| Max Payne 3                | 2012       | PC, PlayStation 3, Xbox 360 |                                                 |